# Ромео, Паоло
Паоло Ромео (итал. Paolo Romeo; род. 20 февраля 1938, Ачиреале, королевство Италия) — итальянский кардинал и ватиканский дипломат. Апостольский нунций на Гаити с 17 декабря 1983 по 24 апреля 1990. Апостольский нунций в Колумбии с 24 апреля 1990 по 5 февраля 1999. Апостольский нунций в Канаде с 5 февраля 1999 по 17 апреля 2001. Апостольский нунций в Италии и Сан-Марино с 17 апреля 2001 по 19 декабря 2006. Архиепископ Палермо с 19 декабря 2006 по 27 октября 2015. Кардинал-священник с титулом церкви Санта-Мария-Одигитрия-деи-Сичилиани с 20 ноября 2010.

## Ранняя жизнь
Ромео был пятым из девяти детей. После начальной школы он поступил в семинарию и начал изучать богословие.
Получил степень лиценциата богословия в Папском Григорианском университете, защитил докторскую диссертацию по каноническому праву в Папском Латеранском университете.

## Дипломатическая работа
Ромео был рукоположён в сан священника 18 марта 1961 года. В 1964 году он начал своё обучение в Папской Церковная Академии, и 1 января 1967 году поступил на дипломатическую службу Святого Престола, работал в папских представительствах: Филиппины, Бельгия, Люксембург, Европейский союз, Венесуэла, Руанда и Бурунди.
В 1976 году был отозван в Государственный секретариат Святого Престола, чтобы контролировать жизнь католического сообщества в странах Латинской Америки и действия Латиноамериканской епископской конференции, особенно во время подготовки к III Общей конференции континента, которая открылась 29 января 1979 года.
17 декабря 1983 года был назначен титулярным архиепископом Вультурии папой римским Иоанном Павлом II и в тот же самый день получил назначение апостольским нунцием на Гаити. Архиепископ Ромео оставался на Гаити до своего назначения апостольским нунцием в Колумбии в апреле 1990 года. Девятью годами позднее он был переведён в Канаду.
С 17 апреля 2001 года представлял Святой Престол в Италии и Сан-Марино.

## Архиепископ Палермо
Папа римский Бенедикт XVI назначил архиепископа Ромео на кафедру Палермо 19 декабря 2006 года взамен кардинала Сальваторе Де Джорджи, который достиг 75-летия — возраста отставки в сентябре 2005 года. Он получил паллий в Соборе Святого Петра в Ватикане 29 июня 2007 года от папы римского Бенедикта XVI вместе с другими 45 митрополитами-архиепископами.

## Кардинал
20 октября 2010 года в ходе генеральной аудиенции на площади Святого Петра папа римский Бенедикт XVI объявил о назначении 24 новых кардиналов, среди них и Паоло Ромео.
20 ноября 2010 года состоялась консистория, на которой кардиналу Паоло Ромео была возложена кардинальская шапка и он стал кардиналом-священником с титулом Санта-Мария-Одигитрия-деи-Сичилиани. Согласно традиции архиепископ Ромео возведён в сан кардинала-священника на этой консистории, так как занимает палермскую кафедру, что исторически даёт право на получение кардинальской шапки. 21 ноября состоялась торжественная месса по случаю вручения кардинальских перстней.
Участник Конклава 2013 года.
27 октября 2015 года Папа Франциск принял отставку кардинала Паоло Ромео, в связи с достижением предельного возраста, согласно Кодексу канонического права.